# Mezarlık – Der Friedhof
Mezarlık – Der Friedhof (Originaltitel: Mezarlık) ist eine türkische Krimiserie, die seit dem 17. Juni 2022 auf Netflix veröffentlicht wird.

## Inhalt
Im Zentrum der Serie steht Kommissarin Önem Özülkü, die eine Spezialeinheit innerhalb der Istanbuler Polizei leitet. Die Einheit arbeitet im geheimen Archivkeller – genannt „Mezarlık“ (deutsch: „Der Friedhof“) – und widmet sich ausschließlich ungeklärten Gewaltverbrechen gegen Frauen.

## Produktion
Die Serie wurde von Abdullah Oğuz inszeniert. Sie wird von der Produktionsfirma ANS Productions und Evrensel Film produziert. In der Hauptrolle spielen Birce Akalay, Olgun Toker und Şehsuvar Aktaş. Die erste Staffel erschien am 17. Juni 2022 auf Netflix. Die zweite Staffel wurde am 27. Februar 2025 veröffentlicht. Die Episoden haben eine Länge von etwa 50 bis 117 Minuten.

## Episodenliste

### Staffel 1
Die erste Staffel wurde am 17. Juni 2022 auf Netflix erstveröffentlicht.
| Nr. (ges.) | Nr. (St.) | Deutscher Titel      | Originaltitel         | Regie         | Drehbuch                           |
| ---------- | --------- | -------------------- | --------------------- | ------------- | ---------------------------------- |
| 1          | 1         | Heißer als die Sonne | Güneşten Daha Sıcak   | Abdullah Oğuz | Özden Uçar, Onur Böber, Evren Oğuz |
| 2          | 2         | Nah wie ein Hauch    | Bir Nefes Kadar Yakın | Abdullah Oğuz | Özden Uçar, Onur Böber, Evren Oğuz |
| 3          | 3         | Die Frau im See      | Göldeki Kadın         | Abdullah Oğuz | Özden Uçar, Onur Böber, Evren Oğuz |
| 4          | 4         | Fessle mich!         | Düğüm                 | Abdullah Oğuz | Özden Uçar, Onur Böber, Evren Oğuz |

### Staffel 2
Die erste Staffel wurde am 27. Februar 2025 auf Netflix erstveröffentlicht.
| Nr. (ges.) | Nr. (St.) | Deutscher Titel                | Originaltitel   | Regie                      | Drehbuch                           |
| ---------- | --------- | ------------------------------ | --------------- | -------------------------- | ---------------------------------- |
| 5          | 1         | Der stille Teufel – Teil 1     | Dilsiz Şeytan 1 | Abdullah Oğuz, Ömer Baykul | Özden Uçar, Onur Böber, Evren Oğuz |
| 6          | 2         | Der stille Teufel – Teil 2     | Dilsiz Şeytan 2 | Abdullah Oğuz, Ömer Baykul | Özden Uçar, Onur Böber, Evren Oğuz |
| 7          | 3         | Belladonna – Teil 1            | Belladonna 1    | Abdullah Oğuz, Ömer Baykul | Özden Uçar, Onur Böber, Evren Oğuz |
| 8          | 4         | Belladonna – Teil 2            | Belladonna 2    | Abdullah Oğuz, Ömer Baykul | Özden Uçar, Onur Böber, Evren Oğuz |
| 9          | 5         | Unheilbringende Insel – Teil 1 | Hayırsız Ada 1  | Abdullah Oğuz, Ömer Baykul | Özden Uçar, Onur Böber, Evren Oğuz |
| 10         | 6         | Unheilbringende Insel – Teil 2 | Hayırsız Ada 2  | Abdullah Oğuz, Ömer Baykul | Özden Uçar, Onur Böber, Evren Oğuz |
| 11         | 7         | Nostos Algos – Teil 1          | Nostos Algos 1  | Abdullah Oğuz, Ömer Baykul | Özden Uçar, Onur Böber, Evren Oğuz |
| 12         | 8         | Nostos Algos – Teil 1          | Nostos Algos 2  | Abdullah Oğuz, Ömer Baykul | Özden Uçar, Onur Böber, Evren Oğuz |